# Verband Deutscher Verkehrsunternehmen

Ehemaliges Logo

Im Verband Deutscher Verkehrsunternehmen e. V. (VDV) sind die Unternehmen des öffentlichen Personennahverkehrs und des Güterverkehrs mit Schwerpunkt Eisenbahngüterverkehr in Deutschland organisiert.

## Übersicht
Der Verband existiert in seiner heutigen Form seit Anfang 1991, als nach der Deutschen Wiedervereinigung der Verband öffentlicher Verkehrsbetriebe (VÖV), der Bundesverband Deutscher Eisenbahnen, Kraftverkehre und Seilbahnen (BDE) sowie der VÖV der ehemaligen DDR den Zusammenschluss zum VDV beschlossen hatten.
Im VDV sind in fünf Sparten rund 600 Unternehmen des Öffentlichen Personennahverkehrs (ÖPNV), des Schienenpersonennahverkehrs (SPNV), des Schienengüterverkehrs, der Personenfernverkehrs sowie Verbund- und Aufgabenträger-Organisationen organisiert; hinzu kommen zahlreiche Unternehmen aus den europäischen Nachbarländern. Zu den Aufgaben des VDV gehört es, die Interessen seiner Mitgliedsbetriebe gegenüber der Politik zu vertreten, den Erfahrungsaustausch und die Zusammenarbeit zwischen den Mitgliedsunternehmen zu fördern sowie Öffentlichkeitsarbeit für den ÖPNV zu betreiben.
Für den Bereich e-Ticket auf Basis des von ihm entwickelten Standards VDV-Kernapplikation (VDV-KA) hat der VDV eine Tochtergesellschaft gegründet, an der auch Verkehrsunternehmen und -verbünde als Kommanditisten beteiligt sind: die VDV eTicket Service GmbH & Co. KG.
Der Verband ist unter anderem Mitglied im Internationalen Verband für öffentliches Verkehrswesen (UITP / franz.: Union Internationale des Transports Publics), dem weltweiten Verband für Träger des öffentlichen (Nah-)Verkehrs.

## Geschichte

### Vorgängerorganisationen
Die Geschichte des Verbandes begann mit dem 1846 gegründeten Verband der Preußischen Eisenbahnen und dem 1895 gegründeten Verein Deutscher Straßen- und Kleinbahnverwaltungen, deren Aufgabe die Förderung der Zusammenarbeit zwischen den Mitgliedsunternehmen und deren Erfahrungsaustausch untereinander sowie deren Interessenvertretung gegenüber der Politik, den Industriebetrieben und anderen Verkehrsträgern war. Der Sitz des Vereins war bis 1945 Berlin. Ab 1934 wurde er unter der nationalsozialistischen Herrschaft Deutschlands durch die Eingliederung in die Reichsverkehrsgruppen des Reichsverkehrsministeriums gleichgeschaltet und damit weitgehend ihres Einflusses beraubt.

### Nach dem Zweiten Weltkrieg
Nach dem Zusammenbruch des Deutschen Reiches und der Besetzung Deutschlands durch die Alliierten wurde am 8. November 1946 der Verein der Straßenbahnen und sonstigen öffentlichen Personenverkehrsunternehmen in der britischen Besatzungszone gegründet, der Betriebe mit Straßenbahn-, O-Bus- sowie Omnibusverkehr umfasste. Der Sitz war damals Essen. Ebenfalls 1946 wurde in der amerikanischen Besatzungszone eine Vereinigung der Straßenbahnen in der amerikanischen besetzten Zone gegründet. Ende 1947 fassten beide Vereinigungen ihre Arbeit in der Arbeitsgemeinschaft der Vereinigungen öffentlicher Verkehrsbetriebe (AVV) zusammen. In diesem Rahmen begannen die Fachausschüsse wieder ihre Arbeit. Die AVV erreichte die Aufnahme der Verkehrsunternehmen in die Dringlichkeitsstufe 1, um die dringend erforderliche Materialbeschaffung während der frühen Nachkriegszeit zu verbessern. Ein von der AVV initiierter Aufbauplan ergab, dass 1,25 Millionen Mark erforderlich wären, um Verkehrsinfrastrukturen bei den Verkehrsbetrieben wieder auf den Stand von 1938 zu bringen.
Nach der Gründung der Bundesrepublik Deutschland in den drei „Westzonen“ (britisch, französisch und amerikanisch besetzte Zonen) am 23. Mai 1949 brachte eine neue, verlässlichere Situation. So wurde am 26. Oktober 1949 der Verband öffentlicher Verkehrsbetriebe (VÖV) gegründet. Zunächst blieb die Geschäftsstelle in Essen, 1959 zog sie nach Köln, wo sie auch 1991 beim Übergang in die Nachfolgeorganisation (VDV) blieb.

### Standardisierung bei Straßenbahnwagen
Um nach dem Zweiten Weltkrieg den dringenden Bedarf an Fahrzeugen für den städtischen Personentransport zu erhalten, wurden zahlreiche Fahrgestelle kriegszerstörter Straßenbahnwagen bei der Düsseldorfer Waggonfabrik (DUEWAG) mit neuen standardisierten Aufbauten versehen. Von 1948 bis 1950 wurden von den so genannten Aufbauwagen 355 Triebwagen und 248 Beiwagen erstellt. Anschließend wurden zwei- und dreiachsige Straßenbahnwagen völlig neu – also mit neuen Fahrgestellen – hergestellt. Der auch nach Plänen des Fachverbandes Waggonbau, Arbeitsgemeinschaft Straßenbahnwagen (später VÖV) konstruierte Verbandswagen wurde von verschiedenen Waggonherstellern von 1951 bis 1958 hergestellt (206 Triebwagen und 326 Beiwagen).

### Standardisierung bei Linienbussen
Ab den 1960er Jahren wurde vom VÖV die Standardisierung von Linienbussen betrieben. Diese mündete in einer Typenempfehlung für den (ersten) Standard-Linienbus, der ab 1968 in Serie von verschiedenen Omnibusherstellern bis Mitte 1980er Jahre produziert wurde. Anfang der 1980er Jahre folgte die Typenempfehlung für den Standard-Linienbus II.

## Stellungnahmen
Mitte Juni 2019 veröffentlichte der VDV eine Stellungnahme „Das Klimakabinett muss jetzt handeln“, die als Presseinformation aber auch als ganzseitige Anzeige in überregionalen Zeitungen veröffentlicht wurde. Darin fordert der Verband unter anderem, die Kapazitäten im Güter- und Personenverkehr auf Schiene und in Bussen massiv auszubauen, ÖPNV-Klimafonds einzuführen, und Planen und Bauen deutlich zu beschleunigen. Außerdem müsse der Klimawandel als industriepolitische Chance genutzt werden.

## Weblink
- Offizielle Website